# Plagnole
Plagnole település Franciaországban, Haute-Garonne megyében. Lakosainak száma 333 fő (2022. január 1.). Plagnole Forgues, Lautignac, Monès, Le Pin-Murelet és Rieumes községekkel határos.

## Népesség
A település népességének változása:
| Lakosok száma | 128  | 147  | 214  | 269  | 297  | 307  | 305  | 306  | 318  | 333  |
|               | 1968 | 1982 | 1990 | 2006 | 2013 | 2015 | 2017 | 2019 | 2020 | 2022 |